# West Wyalong
West Wyalong est une ville australienne située dans la zone d'administration locale de Bland, dont elle est le chef-lieu, en Nouvelle-Galles du Sud.

## Géographie
La ville est établie dans la Riverina, à 467 km à l'ouest de Sydney. 

## Démographie
La population s'élevait à 3 042 habitants en 2011 et à 3 141 habitants en 2016.

## Personnalités liées
- Dymphna Cusack (1902-1981), romancière, dramaturge et militante australienne[3].